# Kian Slor
Kian Slor (Hoogezand-Sappemeer, 23 marzo 2002) è un calciatore olandese, attaccante dell'ACV.

## Caratteristiche tecniche
È un centravanti.

## Carriera
Cresciuto nel settore giovanile del Groningen, debutta in prima squadra il 1º febbraio 2020 in occasione dell'incontro di Eredivisie perso 1-0 contro il PEC Zwolle.

## Statistiche
Statistiche aggiornate al 21 febbraio 2021.

### Presenze e reti nei club
| Stagione        | Squadra         | Campionato      | Campionato | Campionato | Coppe nazionali | Coppe nazionali | Coppe nazionali | Coppe continentali | Coppe continentali | Coppe continentali | Altre coppe | Altre coppe | Altre coppe | Totale | Totale | Totale |
| Stagione        | Squadra         | Comp            | Pres       | Reti       | Comp            | Pres            | Reti            | Comp               | Pres               | Reti               | Comp        | Pres        | Reti        | Pres   | Reti   |        |
| --------------- | --------------- | --------------- | ---------- | ---------- | --------------- | --------------- | --------------- | ------------------ | ------------------ | ------------------ | ----------- | ----------- | ----------- | ------ | ------ | ------ |
| 2019-2020       | Groningen       | ED              | 2          | 0          | CO              | 0               | 0               |                    | -                  | -                  |             | -           | -           | 2      | 0      |        |
| 2020-2021       | Groningen       | ED              | 4          | 0          | CO              | 1               | 0               |                    | -                  | -                  |             | -           | -           | 5      | 0      |        |
| Totale carriera | Totale carriera | Totale carriera | 6          | 0          |                 | 1               | 0               |                    | -                  | -                  |             | -           | -           | 7      | 0      |        |

## Palmarès

### Club

#### Competizioni nazionali
- Eerste Divisie: 1

Emmen: 2021-2022